# Homing (Lebensart)
Als Homing (von engl. home ‚Heim‘) wird eine Lebensart beschrieben, bei der das eigene Zuhause zum sozialen Lebensmittelpunkt wird. Der Begriff wurde Anfang der 2000er Jahre geprägt.
Das Homing ähnelt dem Cocooning, welches seit den 1980er Jahren so genannt wird und den Begriff Cosy Home ersetzte. Anders als beim Cocooning ist das Homing jedoch nicht von einem Einigeln dominiert. Vielmehr werden soziale Kontakte weiter gepflegt, aber hauptsächlich in den häuslichen Bereich verlagert.

## Homing in der Praxis
Das Cocooning wurde schon vor einigen Jahren durch den Homing-Trend abgelöst. Hier steht das Zuhause im Mittelpunkt der sozialen Aktivitäten.
Statt sich in Gaststätten, Restaurants oder Diskotheken zu treffen, verabreden sich Menschen, die Homing praktizieren (ugs. auch Homer genannt), oft reihum zu Hause und gehen dort ihrer Freizeitbeschäftigung nach. Gemeinsames Kochen ersetzt die Restaurantbesuche, Spieleabende finden statt, oder man sieht sich gemeinsam einen Film an.
Mit dem Homing entwickelt sich auch eine modische Komponente bei der Gestaltung der Wohnräume. Das hat auch die Wirtschaft erkannt, die diese Zielgruppe direkt anspricht und mit immer neuen Produkten auf den Markt kommt.
Bekannte Modedesigner gestalten mittlerweile Tapeten (Ralph Lauren, Gucci), Textilhersteller (Esprit) vermarkten Wandfarben. Kaminöfen und offene Kamine werden vielfach nicht mehr wegen der vermeintlichen Heizkostenersparnis, sondern wegen der Gemütlichkeit verkauft.

## Beweggründe
Beweggründe für das Praktizieren des Homings sind unterschiedlich. Manche Menschen fühlen sich in den eigenen vier Wänden aufgrund vermeintlicher Gefahren in ihrer Umwelt sicherer. Auch der finanzielle Aspekt spielt eine Rolle. Gemeinsames Kochen mit mehreren „Homern“ ist günstiger als ein Restaurantbesuch, Getränke sind im Supermarkt günstiger als in der Diskothek, und ein Kinobesuch kostet für jeden einzelnen mehr als eine Leih-DVD für alle Gruppenmitglieder.
Homing wird sowohl als Reaktion auf die Gefahr einer digitalen Vereinsamung verstanden als auch als ein „Rückzug der Verängstigten“, etwa durch die zunehmende Gefahr oder durch die Berichterstattung ausgelöste Befürchtung, Opfer von Übergriffen oder terroristischen Anschlägen zu werden.

## Kritik
Homing wird aufgrund seiner Vermarktung kritisiert und von Kritikern als „Tyrannei der Gemütlichkeit“ bezeichnet.